# Attentats de Mogadiscio du 14 octobre 2017
Pour les articles homonymes, voir Attentat de Mogadiscio.
L'attentat de Mogadiscio du 14 octobre 2017 a lieu lors de la guerre civile somalienne au carrefour de Soobe. Il s'agit alors de l'attentat le plus meurtrier de l'histoire de l'Afrique.

## Déroulement

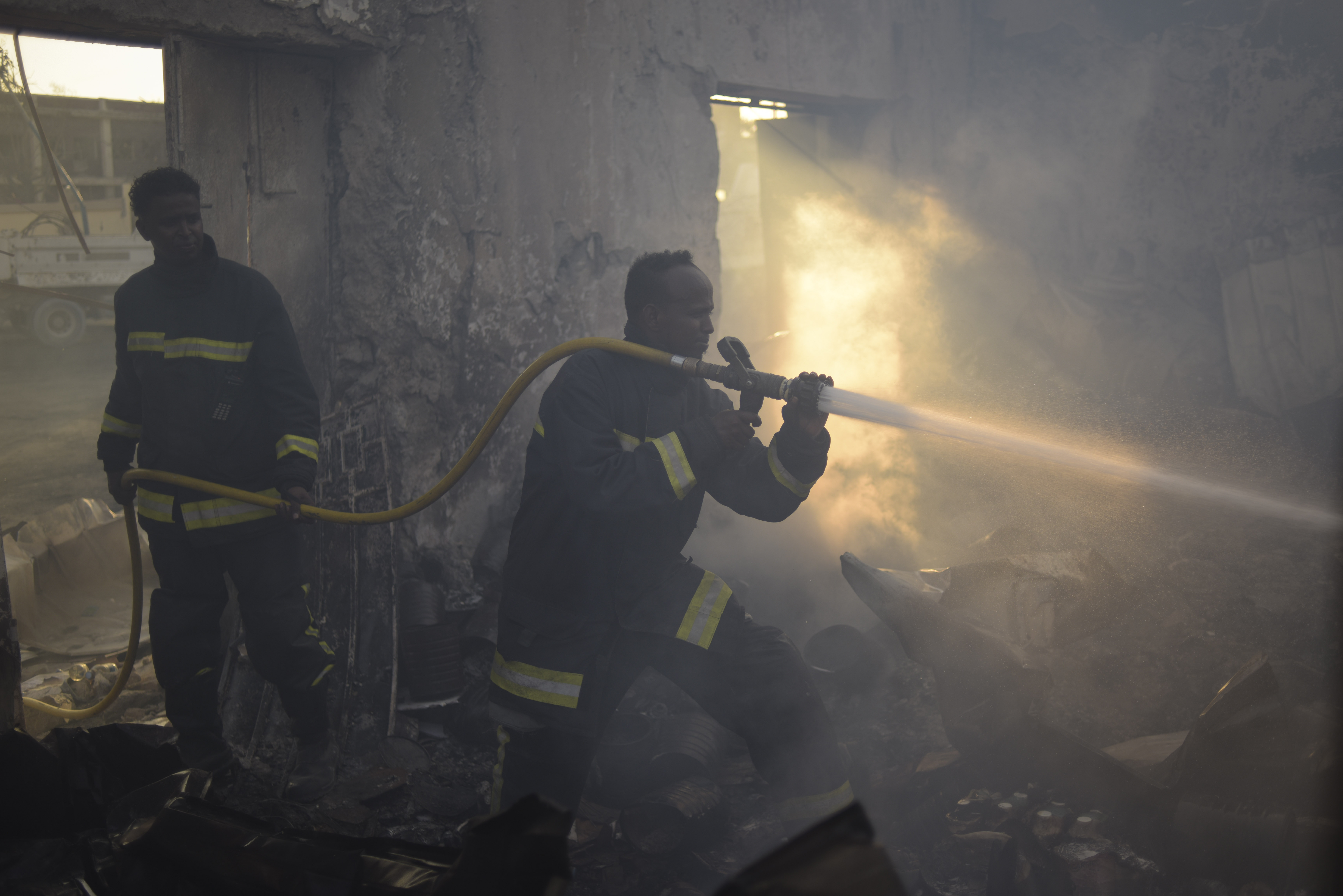
Pompiers somaliens éteignant les incendies causés par l'attentat.

Le 14 octobre, à Mogadiscio, un camion piégé explose après avoir été garé devant un hôtel du carrefour PK5, dans le quartier Hodan, qui abrite des bâtiments officiels, des hôtels et des restaurants. Il est chargé d'une à deux tonnes d'explosifs auxquels sont ajoutés du nitrate de potassium. Cette première déflagration est la plus meurtrière : elle endommage plusieurs bâtiments et met le feu à des dizaines de véhicules. Deux heures plus tard environ, un second véhicule explose à son tour dans le quartier de Medina ; cette dernière attaque fait deux morts,.

## Revendication

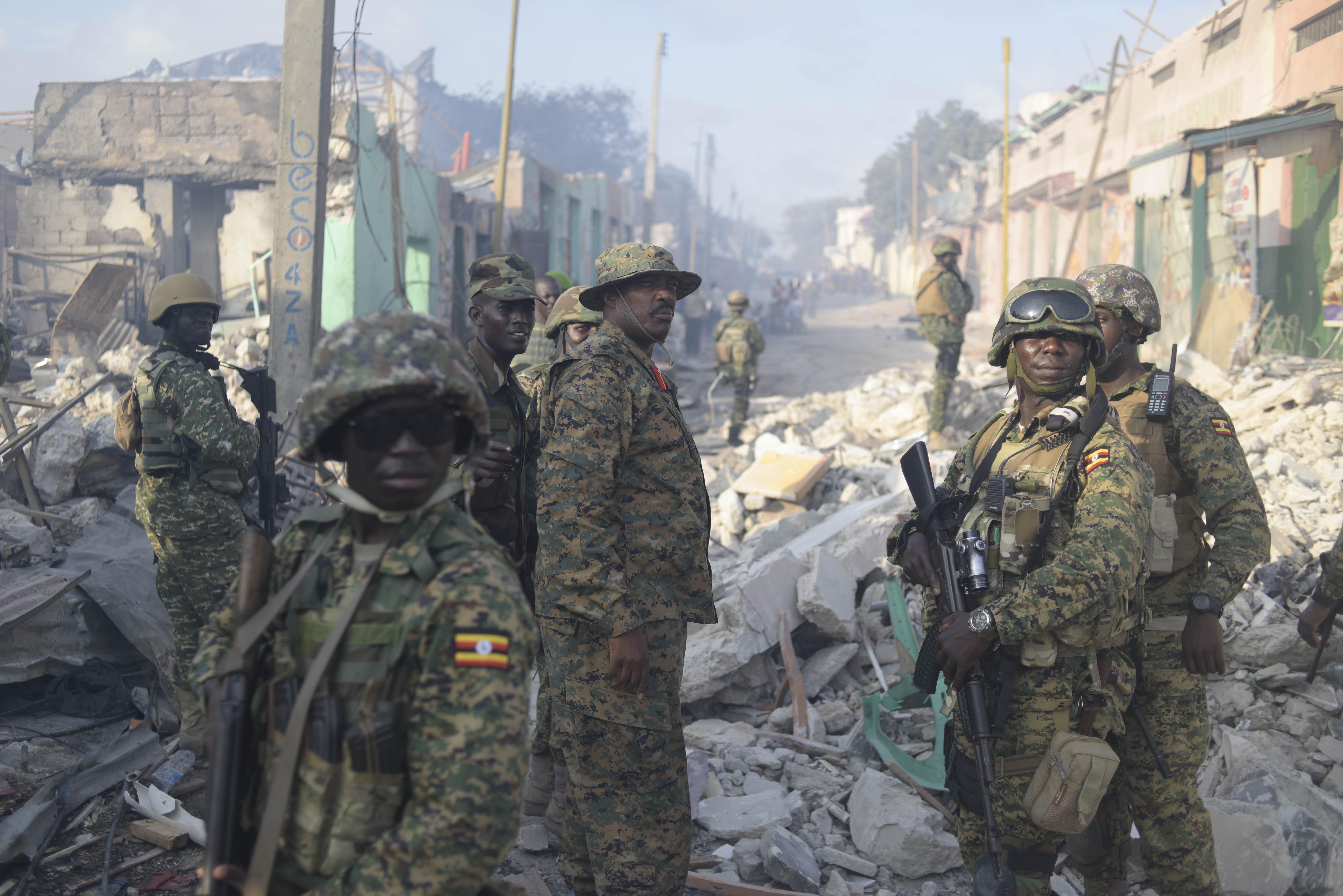
Des soldats ougandais de l'AMISOM, arrivés sur les lieux de l'attaque après l'explosion.

L'attaque n'est pas revendiquée, mais les djihadistes du Harakat al-Chabab al-Moudjahidin sont suspectés,. 
Les shebabs mènent régulièrement des attentats à Mogadiscio mais ils n'ont pas l'habitude de cibler aveuglément les populations civiles ; depuis 2012, leurs attaques sont menées principalement contre des cibles gouvernementales et étrangères. L'attaque pourrait ne pas avoir été revendiquée, car l'opération aurait été considérée comme un échec par les shebabs et le carrefour PK5 n'était peut-être pas leur véritable cible.           
Selon un expert anonyme cité par RFI : « Une charge aussi grosse visait un site bien protégé. On parle de la nouvelle base turque, de l’aéroport, d’un ministère, voire de la présidence ».
Selon Roland Marchal, chercheur au Centre de recherches internationales (CERI), l'explosion pourrait avoir été provoquée « pour ne pas donner la victoire d'une capture au gouvernement. Il est même arrivé aux shebabs de s'excuser pour des dommages collatéraux, en ajoutant que les victimes allaient directement au paradis ».

## Bilan humain

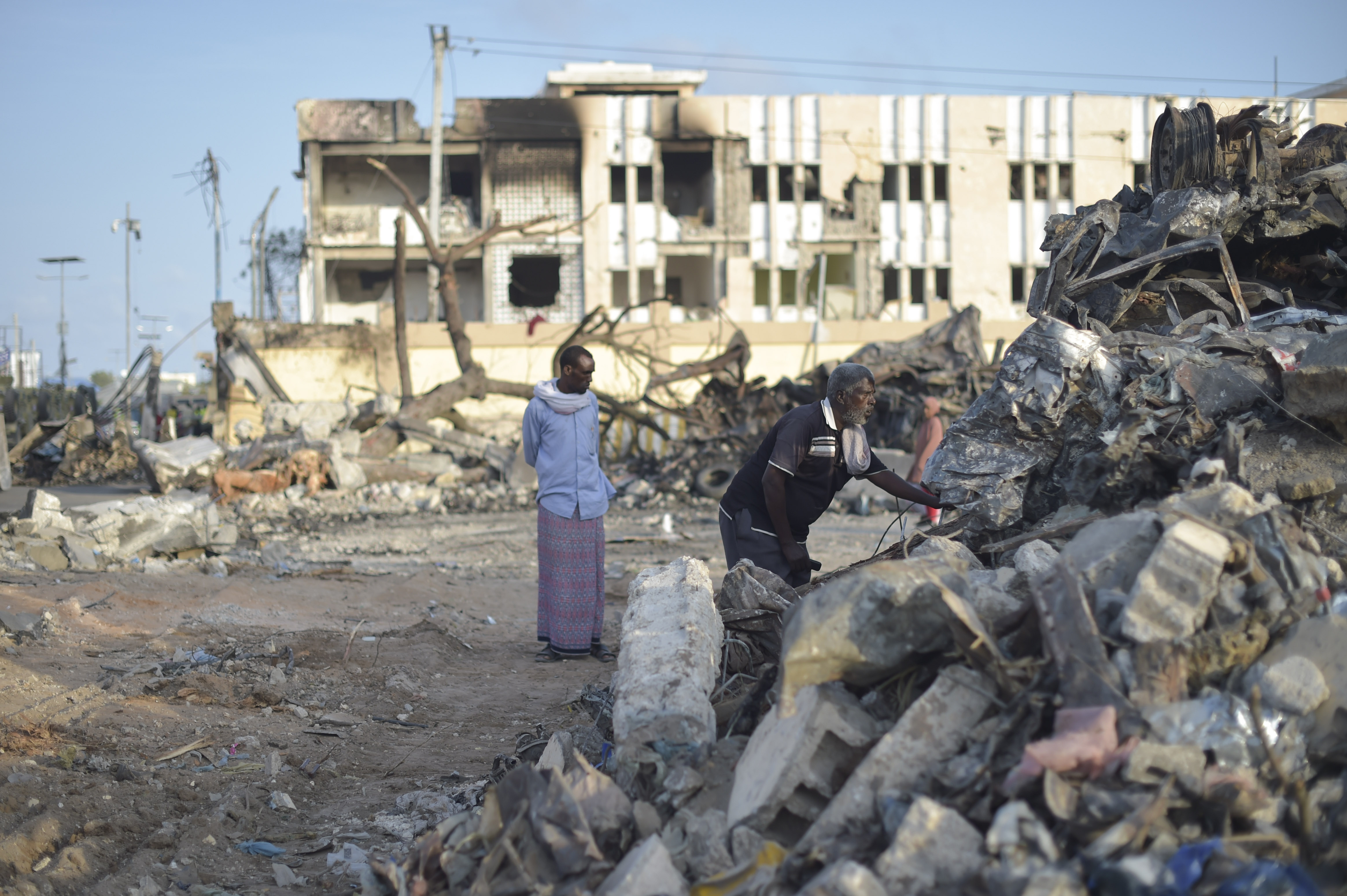
Ruines causées par l'explosion dans les rues de Mogadiscio.

L'attaque fait au moins 137 morts et 300 blessés selon un bilan donné le 15 octobre à l'AFP par un responsable de la police ; ce dernier indique que la plupart des victimes sont brûlées « au point de ne pas être reconnaissables » et qu'« il est très difficile d'avoir un chiffre précis parce que les corps des morts ont été emmenés vers différents centres médicaux, et certains d'entre eux ont été enlevés directement par leurs proches pour être enterrés »,. L'agence Associated Press évoque pour sa part un bilan d'au moins 231 tués et 275 blessés le 15 octobre après avoir fait son propre décompte,.
Le matin du 16 octobre, le ministère somalien de l'Information annonce un bilan d'au moins 276 morts et 300 blessés. Mais quelques heures plus tard, le chef des services ambulanciers déclare à l'agence Reuters que plus de 300 personnes ont été tuées et 300 autres blessées et que le bilan devrait encore augmenter.
Le 20 octobre, le bilan est encore revu à la hausse par le gouvernement somalien qui annonce 358 morts, 228 blessés et 56 disparus dans l'attentat ; il précise également que 122 personnes ont été envoyées par avions en Turquie, au Soudan et au Kenya pour y être soignées. Le 30 novembre 2017, une commission gouvernementale annonce que le bilan de l'attentat s'établit à 512 morts, 295 blessés et 70 disparus,. Finalement, en mars 2018, la commission conclut que l'attentat a fait 587 morts et 316 blessés,.
Cet attentat est alors le plus meurtrier de l'histoire de la Somalie. Selon Le Monde : « Dans cette ville marquée par les stigmates de deux décennies de guerre civile et frappée de manière quasi hebdomadaire par des attentats, on ne s’est pas contenté, comme à l’habitude, de nettoyer la place et reprendre une vie « normale ». Dimanche, des centaines d’habitants, peut-être des milliers, ont pris la rue, faisant la queue pour donner leur sang et crier leur refus du terrorisme et de la violence. Du jamais-vu de mémoire somalienne ».

## Hommages
Trois jours de deuil national sont décrétés par le président somalien Mohamed Abdullahi Mohamed.
Le 16 octobre en soirée, la Tour Eiffel s'éteint en hommage aux victimes à Mogadiscio.